# エスコルカ
エスコルカ（イタリア語: Escolca）は、イタリア共和国サルデーニャ州南サルデーニャ県にある、人口約600人の基礎自治体（コムーネ）。

## 地理

### 位置・広がり

#### 隣接コムーネ
隣接するコムーネは以下の通り。
- バルーミニ
- ジェルジェーイ
- ジェージコ
- マンダス
- セッリ
- ヴィッラノヴァフランカ